# Butchered at Birth
Butchered at Birth drugi je studijski album američkog death metal-sastava Cannibal Corpse. Album je 30. lipnja 1991. godine objavila diskografska kuća Metal Blade Records. Na pjesmi "Vomit the Soul" kao gost pjeva Glen Benton koji je pjevačem sastava Deicide. Album bilo zabranjeno u Njemačkoj.

## Popis pjesama
Tekstovi: Chris Barnes, glazba: Cannibal Corpse.
| 1.    | »Meat Hook Sodomy«       | 5:49 |
| 2.    | »Gutted«                 | 3:15 |
| 3.    | »Living Dissection«      | 4:00 |
| 4.    | »Under the Rotted Flesh« | 5:04 |
| 5.    | »Covered with Sores«     | 3:17 |
| 6.    | »Vomit the Soul«         | 4:30 |
| 7.    | »Butchered at Birth«     | 2:44 |
| 8.    | »Rancid Amputation«      | 3:16 |
| 9.    | »Innards Decay«          | 4:37 |
| 36:32 |                          |      |

## Zasluge
Cannibal Corpse
- Chris Barnes - vokali, logotip sastava
- Jack Owen - gitara
- Bob Rusay - gitara
- Alex Webster - bas-gitara
- Paul Mazurkiewicz - bubnjevi

Dodatni glazbenici
- Glen Benton - vokal (na pjesmi "Vomit the Soul")

Ostalo osoblje
- Vincent Locke - omot albuma, logo
- Eddy Schreyer - mastering
- Brian Ames - dizajn
- Joe Giron - fotografije
- Scott Burns - produkcija, inženjer zvuka